# Montxo Armendáriz
Juan Ramón Armendáriz Barrios, més conegut com a Montxo Armendáriz (Olleta, Navarra, 27 de gener de 1949), és un director de cinema i guionista navarrès.

## Biografia
Va néixer el 27 de gener de 1949 a Olleta (Navarra). Es va mudar al barri pamplonès de Txantrea als sis anys. Va estudiar electrònica a Pamplona i Barcelona, i va ser professor d'electrònica a l'Institut Politècnic de Pamplona.
El curt Barregarriaren dantza va ser el seu primer treball, sufragat de forma cooperativa per unes 40 persones agrupades en Txantreako lankideen. Va obtenir dos premis en el Certamen Internacional de Cinema Documental i Curtmetratge de Bilbao en 1979, i el premi “Especial qualitat” del Ministeri de Cultura.
Amb els guanys obtinguts, en 1980 roda Ikusmena, comptant amb Fernando Larruquert en el muntatge i Javier Aguirresarobe en la fotografia. Dins de la sèrie Ikuska, Armendáriz es va fer càrrec de la direcció del número 11 sobre la Ribera navarresa.
El mateix any, 1981, la Institució Príncep de Viana va subvencionar el seu projecte Nafarrako ikazkinak/Carboneros de Navarra, un exercici documental sobre la vida a la calor de la txondorra dels últims supervivents d'aquest dur ofici. Sobre el seu personatge central, Anastasio Ochoa, Montxo Armendáriz va compondre el guió del que va ser el seu primer llargmetratge, produït per Elías Querejeta: Tasio.
En 1986 va guanyar la Conquilla de Plata al Festival Internacional de Cinema de Sant Sebastià amb 27 horas, una història sobre el temps a través de la vida d'uns joves complicats amb la droga. La seva següent obra, Las cartas de Alou, va collir un rosari de premis dins i fora d'Espanya, inclòs Goya al millor guió original i Conquilla d'Or a Donostia en 1990.
Amb Historias del Kronen, un al·legat sobre el nihilisme juvenil, va aconseguir un dels majors èxits de taquilla del cinema espanyol fins avui, a l'una que el reconeixement de la crítica i dels professionals que li van atorgar el seu segon Goya com a guionista.
Però el seu llargmetratge més reconegut va ser Secretos del corazón, premi Blaue Engel al 47è Festival Internacional de Cinema de Berlín de 1997, i amb la qual va participar en la final dels Óscar en la modalitat de millor pel·lícula estrangera.
En 2011 estrena la seva última pel·lícula, No tengas miedo, una de les primeres pel·lícules a abordar l'abús sexual infantil.

## Premis i nominacions
Oscar
| Any  | Categoria                    | Pel·lícula           | Resultat |
| ---- | ---------------------------- | -------------------- | -------- |
| 1998 | Millor pel·lícula estrangera | Secretos del corazón | Nominada |

Premios Goya
| Any  | Categoria            | Pel·lícula           | Resultat  |
| ---- | -------------------- | -------------------- | --------- |
| 1990 | Millor guió original | Las cartas de Alou   | Guanyador |
| 1990 | Millor direcció      | Las cartas de Alou   | Nominat   |
| 1995 | Millor guió adaptat  | Historias del Kronen | Guanyador |
| 1997 | Millor direcció      | Secretos del corazón | Nominat   |
| 1997 | Millor guió original | Secretos del corazón | Nominat   |
| 2005 | Millor pel·lícula    | Obaba                | Nominat   |
| 2005 | Millor direcció      | Obaba                | Nominat   |
| 2005 | Millor guió adaptat  | Obaba                | Nominat   |

Berlinale
| Any  | Categoría         | Pel·lícula           | Resultat   |
| ---- | ----------------- | -------------------- | ---------- |
| 1998 | Premi Blaue Engel | Secretos del corazón | Guanyadora |

Medalles del Cercle d'Escriptors Cinematogràfics
| Any  | Categoria            | Pel·lícula           | Resultat  |
| ---- | -------------------- | -------------------- | --------- |
| 1991 | Millor guió original | Las cartas de Alou   | Guanyador |
| 1995 | Millor guió adaptat  | Historias del Kronen | Guanyador |
| 1997 | Millor director      | Secretos del corazón | Guanyador |
| 1997 | Millor guió original | Secretos del corazón | Guanyador |

Festival Internacional de Cinema d'Osca
| Any  | Premi               | Resultat  |
| ---- | ------------------- | --------- |
| 2010 | Premi Ciudad d'Osca | Guanyador |

- 1998, Premio Nacional de Cinematografía
- 2008, Guardó Manuel Lekuona
- 2011, Premi Nacional de Cinematografia Nacho Martínez del Festival Internacional de Cinema de Gijón
- 2015, Premi Francisco de Javier
- Des de 2007 és membre de número de Jakiunde, Acadèmia de les Ciències, de les Arts i de les Lletres del País Basc.

## Filmografia
| Any  | Pel·lícula                          | Mode                             |
| ---- | ----------------------------------- | -------------------------------- |
| 2011 | No tengas miedo                     | Director i guionista             |
| 2005 | Obaba                               | Director i guionista             |
| 2004 | Escenario móvil                     | Director i guionista             |
| 2002 | La guerrilla de la memoria          | Productor (dir. Javier Corcuera) |
| 2001 | Silencio roto                       | Director, productor i guionista  |
| 1997 | Secretos del corazón                | Director i guionista             |
| 1994 | Historias del Kronen                | Director i guionista             |
| 1990 | Las cartas de Alou                  | Director i guionista             |
| 1986 | 27 horas                            | Director i guionista             |
| 1984 | Tasio                               | Director i guionista             |
| 1981 | Ikuska 11 (documental de Navarra)   | Director i guionista             |
| 1980 | Ikusmena (curtmetratge)             | Director i guionista             |
| 1974 | Barregarearen dantza (curtmetratge) | Director i guionista             |